# Uracanthus froggatti
Uracanthus froggatti là một loài bọ cánh cứng trong họ Cerambycidae.